# Sammy Cox
Pour les articles homonymes, voir Cox.
Samuel Richmond Cox, couramment appelé Sammy Cox, est un footballeur international écossais, né le 13 avril 1924, à Darvel (East Ayrshire) en Écosse, et mort le 2 août 2015. Il joue au poste de défenseur et il est particulièrement connu pour son passage aux Rangers FC et ses sélections en équipe d'Écosse. Il fait partie du Rangers FC Hall of Fame.

## Biographie

### Carrière en club
Après avoir joué pour Queen's Park, Third Lanark et Dundee, il passe professionnel en 1946 en signant pour les Glasgow Rangers. Il joue son premier match avec les Rangers en 1946, avec une victoire 4-2 contre Motherwell. 
Lors de la saison 1948-49, il devient, avec ses coéquipiers des Rangers, les premiers à réussir le triplé Championnat-Coupe d'Écosse-Coupe de la Ligue. Son dernier match avec les Rangers FC a lieu le 19 février 1955 (défaite 1-2 contre Aberdeen FC).
Il s'engage ensuite avec le club d'East Fife avant de partir pour le Canada, jouant pour 3 clubs canadiens (en étant entraîneur-joueur pour sa dernière saison à Stratford en Ontario). Il est depuis resté vivre à Stratford, où il décède en août 2015, à l'âge de 91 ans.

### Carrière internationale
Sammy Cox reçoit 25 sélections en faveur de l'équipe d'Écosse, sans y inscrire de but. Sa première sélection a lieu le 23 mai 1948, une défaite 0-3 contre la France. Sa dernière sélection a lieu en 1954, une défaite 2-4 contre l'Angleterre.

## Palmarès
- Rangers FC :
  - Champion d'Écosse en 1947, 1949, 1950 et 1953
  - Vainqueur de la Coupe d'Écosse en 1948, 1949, 1950 et 1953
  - Vainqueur de la Coupe de la Ligue écossaise en 1947 et 1949
  - Finaliste de la Coupe de la Ligue écossaise en 1952